# Seznam ladijskih splavitev v letu 2021
To je kronološki seznam ladij, splavljenih ali načrtovanih za splavitev v letu 2021.
| Datum        | Država                     | Graditelj                      | Lokacija            | Ladja                  | Razred / tip                   | Opombe                                 |
| ------------ | -------------------------- | ------------------------------ | ------------------- | ---------------------- | ------------------------------ | -------------------------------------- |
| 6. januar    | Ljudska republika Kitajska | AVIC                           |                     | Salamanca              | Trajekt razreda E-Flexer       | Za Brittany Ferries                    |
| 12. januar   | ZDA                        | NASSCO                         | San Diego           | John Lewis             | Tanker razreda John Lewis      | Za Vojno mornarico ZDA                 |
| 14. januar   | Italija                    | Fincantieri                    | Ancona              | Silver Dawn            | Križarka                       | Za Silversea Cruises                   |
| 14. januar   | Finska                     | Meyer Turku                    | Turku               | Costa Toscana          | Križarka razreda Excellence    | Za Costo Crociere                      |
| 26. januar   | Ljudska republika Kitajska | Xiamen Shipbuilding Industry   | Šijanmen            | Viking Glory           | Trajekt                        | Za Viking Line                         |
| 8. februar   | ZDA                        | Huntington Ingalls Industries  | Newport News        | USS Montana (SSN 794)  | Podmornica razreda Virginia    | Za vojno mornarico ZDA                 |
| 3. marec     | Japonska                   | Mitsubishi Heavy Industries    | Nagasaki            | Mogami                 | Križarka razreda Mogami        | Za Japonske samoobrambne pomorske sile |
| 3. marec     |                            |                                |                     | MV Charlie             |                                | Za dship Carriers                      |
| 11. marec    | Hrvaška                    | Brodosplit                     | Split               | Janssonius             |                                | Za Oceanwide Expeditions               |
| 18. marec    | Italija                    | Fincantieri                    | Monfalcone          | Discovery Princess     | Križarka razreda Royal         | Za Princess Cruises                    |
| 26. marec    | Rusija                     | Admiralti                      | Sankt Peterburg     | Magadan                | Varšavjanka                    | Za Rusko vojno mornarico               |
| 31. marec    | Francija                   | Chantiers de l'Atlantique      | Saint Nazaire       | Celebrity Beyond       | Križarka razreda Edge          | Za Celebrity Cruises                   |
| marec        | Ljudska republika Kitajska | China Merchants Heavy Industry | Hajmen              | Sylvia Earle           | Križarka razreda Infinity      | Za SunStone Ships                      |
| 20. april    | Združeno kraljestvo        | BAE Systems                    | Barrow-in-Furness   | Anson                  |                                | Za kraljevo vojno mornarico            |
| 26. april    | Ljudska republika Kitajska | Nanjing Jinling Shipyard       |                     | Finneco I              | Trajekt                        | Za Finnlines                           |
| april        | Tajvan                     | CSBC                           |                     | Yushan                 |                                | Za tajvansko mornarico                 |
| 23. maj      | Ljudska republika Kitajska | AVIC                           |                     | W0270                  | Trajekt razreda E-Flexer-Mk II | Za Stena RoRo                          |
| 1. julij     | Rusija                     | Amur                           | Komsomolsk na Amuru | Rezki                  | Steregušči                     | Za Rusko vojno mornarico               |
| 30. julij    | Rusija                     | Sevmaš                         | Severodvinsk        | Krasnojarsk            | Jasen                          | Za Rusko vojno mornarico               |
| 25. december | Rusija                     | Sevmaš                         | Severodvinsk        | Generalissimus Suvorov | Borej                          | Za Rusko vojno mornarico               |